# جگن مرداب
کارکس لیموسا (نام علمی: Carex limosa) نام یک گونه از سرده جگن است.